# اچ‌ام‌اس آناکوندا (۱۸۱۳)
اچ‌ام‌اس آناکوندا (۱۸۱۳) (به انگلیسی: HMS Anaconda (1813)) یک کشتی است که طول آن ۱۰۲ فوت ۶ اینچ (۳۱٫۲ متر) می‌باشد. این کشتی در سال ۱۸۱۲ ساخته شد.